# Vasa-kapu (Wawel)

A kapu helye a Wawel térképén

A Vasa-kapu (lengyelül: Brama Wazów na Wawelu, lengyeles írásmóddalː Wasa-kapu) a krakkói Wawelba vezető három bejárat közül a legrégebbi. Nevét a svéd eredetű uralkodóházról, a Vasa-házról nyerte. Az építmény az egykori Waweli erődítmény töredékesen megmaradt része. A mellette álló épületben található a Waweli székesegyház múzeuma.

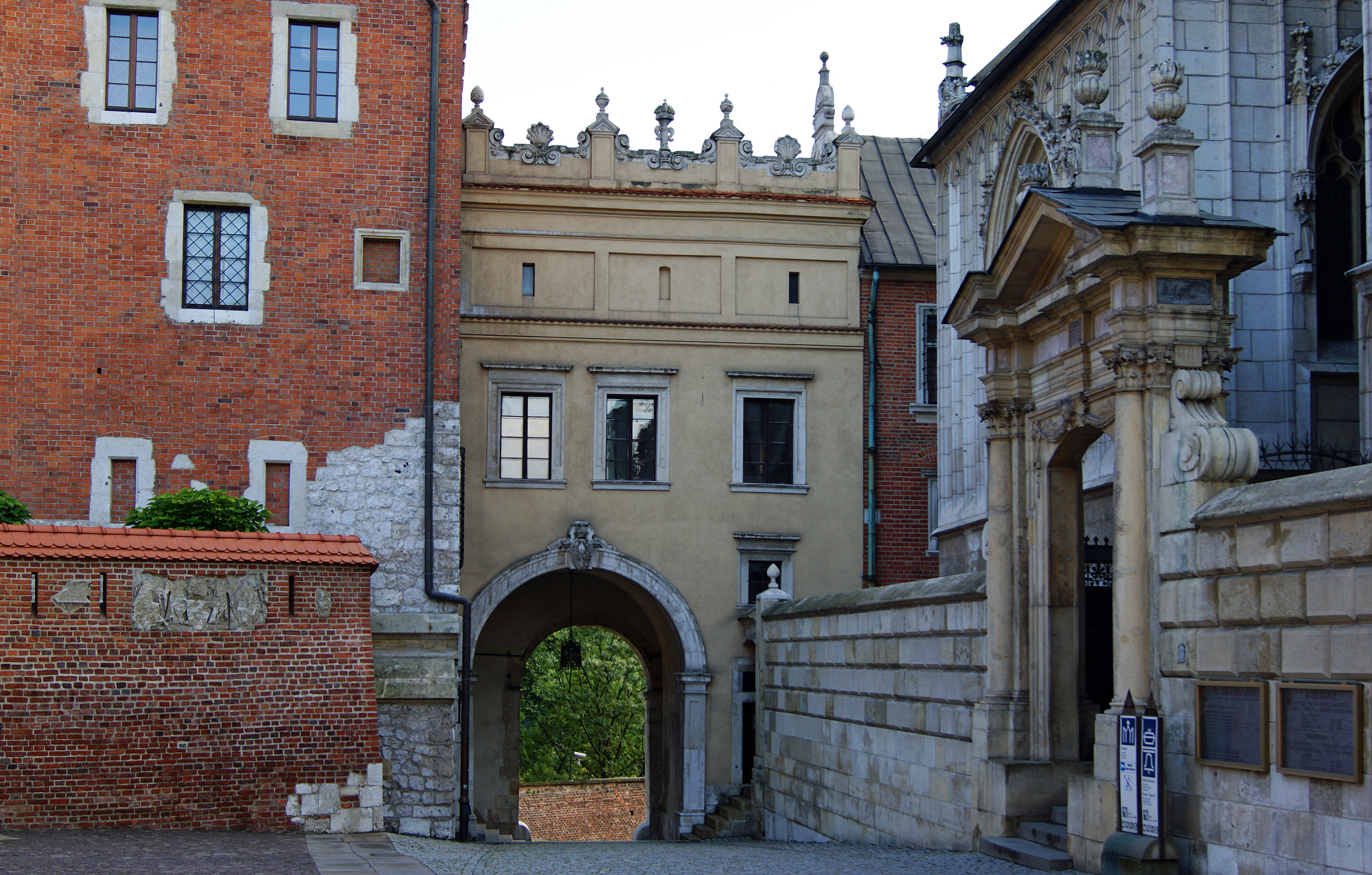
Látkép a királyi vár udvara felől, jobbra a Waweli székesegyház bejárata

## Története
A kapuzatot III. Zsigmond lengyel király költségén építették 1591-ben egy gótikus stílusú korábbi kapu helyén. Sokáig ez volt az egyetlen bejárat, ami a várba vezetett. Az 1820-1827 közötti években alaposan felújították, amire a kapu fölött elhelyezett díszes kőtábla emlékeztet. A 19. század közepén ismét jelentősen átépítették, ekkor a védelmét szolgáló vártornyot és bástyát elbontották, illetve ráépítettek.

## Építészet
A három emelet magas kapu város felőli, külső oldalán bosszázzsal díszített.  A kapunyílás fölötti latin nyelvű táblán a „SENATUS POPULUSQUE CRACOVIENSIS RESTITUIT MDCCCXXVII” szöveg olvasható (Krakkó város szenátusa és polgárai újjáépítették 1827-ben). Az ez fölötti részre fedett erkélyt építettek. 
A portál belső, vár felőli oldalán faragott attika koronázza a tetőt. Az épületet a Vasa-ház, a lengyel sasos és az Odrowąż nemesi család címere díszíti. A kapunyílás falába elpusztult sírok köveit ágyazták, többek között Paweł Dębski püspök emlékművét. 

## Fordítás
- Ez a szócikk részben vagy egészben a Brama Wazów na Wawelu című lengyel Wikipédia-szócikk ezen változatának fordításán alapul.  Az eredeti cikk szerkesztőit annak laptörténete sorolja fel. Ez a jelzés csupán a megfogalmazás eredetét és a szerzői jogokat jelzi, nem szolgál a cikkben szereplő információk forrásmegjelöléseként.